# Hatsune Miku
Hatsune Miku (Japans: 初音ミク) is een Japans personage, oorspronkelijk ontwikkeld rondom een synthetische stem. Haar stem ontleent ze aan spraaksynthesesoftware ontwikkeld door Crypton Future Media, die haar hoofdzetel heeft in Sapporo.  Haar stem wordt gemaakt met behulp van spraaksynthesetechnologie van Yamaha Corporation, Vocaloid 2 en Vocaloid 3. Tevens wordt ‘Piapro Studio’, een VSTi-plug-in ontwikkeld door Crypton Future Media, gebruikt om Hatsunes stem vorm te geven. Hatsune Miku was de tweede Vocaloid die verkocht werd gebaseerd op de Vocaloid 2 software en de eerste Japanse Vocaloid die met deze technologie op de markt werd gebracht. Stemactrice Saki Fujita leverde de benodigde samples voor Miku’s stem. Bij live-optredens wordt de afbeelding of een hologram, een Pepper's ghost-illusie, van Hatsune Miku geprojecteerd op grote projectieschermen. Ze wordt afgebeeld als een 16-jarig meisje met zeer lange groenblauwe staarten.

## Oorsprong naamgeving
De naam van het personage is een samenvoeging van de Japanse woorden eerste (初 hatsu), geluid (音, ne) en toekomst (ミク, miku). Toekomst in het Japans is 未来 en wordt normaal gelezen als mirai. Miku is een nanori-vorm van het woord de toekomst. Haar naam verwijst naar haar positie als de eerste van Cryptons Character Vocal Series, afgekort CV.

## Ontwikkeling

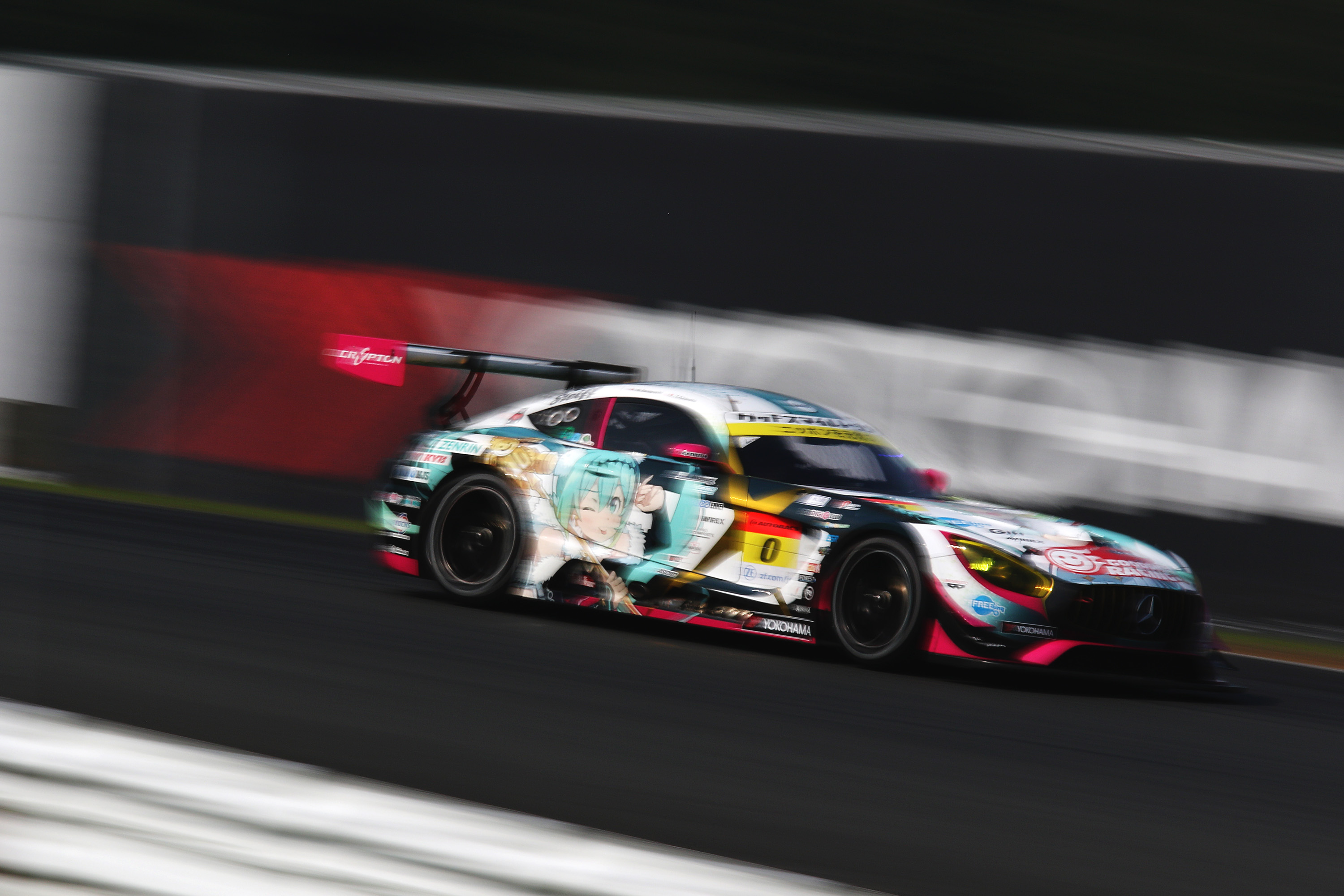
Good Smile Racing met Hatsune Miku-kleuren (Fuji Speedway, 2018)

Hatsune Miku werd ontwikkeld door Crypton Future Media met behulp van Yamaha's Vocaloid 2- en Vocaloid 3-spraaksynthesesoftware. Miku's stem is gemaakt door het nemen van stem-samples van stemactrice Saki Fujita bij een bepaalde toonhoogte en toon. Deze verschillende samples bevatten een Japanse of Engelse klank die, wanneer aaneengeregen, volledige woorden, zinnen en teksten kunnen maken. De toonhoogte van de samples wordt later door de software zelf aangepast.  De manier van componeren van zangtekst in Vocaloid 2 en Vocaloid 3 is vergelijkbaar met die van andere muzieksoftware waarbij de noten van instrumenten via een virtueel pianoklavier ingevoerd worden.
Hatsune Miku werd op 31 augustus 2007 uitgebracht als eerste stem/personage van de Character Vocal Series. Crypton had het idee om Miku uit te geven als een android-diva in de wereld van de nabije toekomst waarin muzieknummers verloren zijn gegaan. Hatsune Miku werd vrijgegeven voor Vocaloid 3 op 31 augustus 2013. Deze laatste versie heeft ook een Engelstalige geluidsbibliotheek.

## Popster
Hatsune Miku is in Japan en bij fans van Japanse cultuur in het buitenland een echte ster. Zo heeft ze als hologram een uitverkochte tour door de Verenigde Staten gedaan, trad ze op bij de Late Show with David Letterman, was ze het officiële voorprogramma van Lady Gaga, is er een opera geschreven met haar in de hoofdrol en was ze te zien in meerdere Toyota commercials die ook buiten Japan werden uitgezonden. Bij live optredens wordt er met doorzichtige schermen een driedimensionale projectie van Miku op het podium weergegeven. Ze zingt liederen van Vocaloid producers bijgestaan door een live band. Naast Miku's hologram verschijnen ook andere personages zoals Kagamine Rin en haar tweelingbroer Kagamine Len, Megurine Luka, Kaito en Meiko.

## Computerspellen
Hatsune Miku: Project DIVA is een serie muziekspellen ontwikkeld door Sega en Crypton Future Media. De spellen zijn verschenen voor de PlayStation Portable, PlayStation 3, PlayStation 4, Nintendo 3DS, iOS, Sega RingEdge en PlayStation Vita. De serie bestaat uit vijf hoofdtitels en drie spin-offs. De spelserie maakt gebruikt van Vocaloids, dit is een computerprogramma dat gebruikt wordt om een zangstem te synthetiseren.